# Ladern-sur-Lauquet
Ladern-sur-Lauquet is een gemeente in het Franse departement Aude (regio Occitanie). De plaats maakt deel uit van het arrondissement Limoux.

## Geografie
De oppervlakte van Ladern-sur-Lauquet bedraagt 24,9 km², de bevolkingsdichtheid is 9,2 inwoners per km².
De onderstaande kaart toont de ligging van Ladern-sur-Lauquet met de belangrijkste infrastructuur en aangrenzende gemeenten.

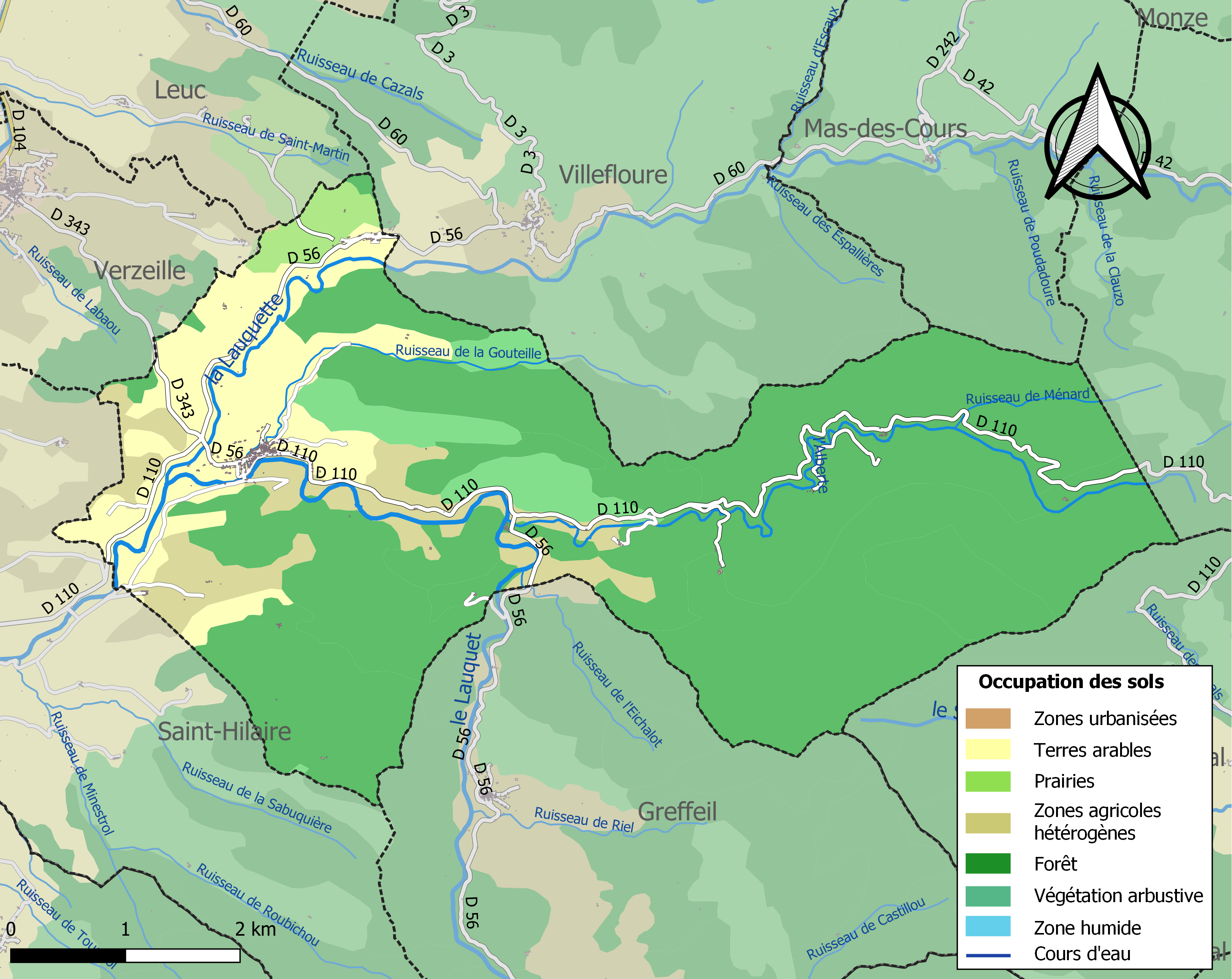

## Demografie
Onderstaande figuur toont het verloop van het inwonertal (bron: INSEE-tellingen).

Vanwege een beveiligingsprobleem met de MediaWiki Graph-software is het momenteel niet mogelijk deze grafiek weer te geven. Zodra de software is bijgewerkt zal de grafiek vanzelf weer zichtbaar worden.